# Claude Joseph (acteur)
Pour l’article homonyme, voir Claude Joseph (homme d'État).
Claude Joseph est un acteur français né le 22 octobre 1926 à Paris 4e et mort le 26 février 1995 à Clichy. 
Très actif dans le doublage, il a notamment prêté sa voix à Gene Hackman dans la plupart de ses films (L'Aventure du Poséidon, French Connection, etc.) et Robert Vaughn (Des agents très spéciaux, Poigne de fer et séduction). Au sein de l'animation, il a également été les voix de Charlie le coq et Sam le pirate dans les Looney Tunes.

## Théâtre
- 1948 : Sérénade à trois de Noel Coward, mise en scène Jacques-Henri Duval, théâtre des Célestins et tournée
- 1961 : Spéciale Dernière de Ben Hecht et Mac Arthur, mise en scène Pierre Mondy, théâtre de la Renaissance
- 1952 : Quarante et quatre de Jean Davray, mise en scène Raymond Rouleau, théâtre Michel

## Filmographie

### Cinéma
- 1945 : Les Gueux au paradis de René Le Hénaff
- 1945 : Les Démons de l'aube d'Yves Allégret (non crédité)
- 1946 : Une femme coupée en morceaux d'Yvan Noé
- 1948 : Le Paradis des pilotes perdus de Georges Lampin
- 1949 : Du pied de Pierre Courau
- 1949 : La Veuve et l'Innocent d'André Cerf
- 1949 : Le Dernier Quart d'heure (court métrage)
- 1950 : Bistro de Marco de Gastyne
- 1962 : Le Gentleman d'Epsom de Gilles Grangier : un client de la boîte de nuit

### Télévision
- 1962 : L'inspecteur Leclerc enquête, épisode Des huîtres pour l'inspecteur de Marcel Bluwal
- 1964 : Janique Aimée de Jean-Pierre Desagnat : le barman du Club équestre
- 1965 : Les Jeunes Années de Joseph Drimal : le concierge de l'Atelier (ép. 4, 11)
- 1966 : En votre âme et conscience, épisode : Le Secret de la mort de monsieur Rémy de  Jean Bertho
- 1967 : L'Espagnol de Jean Prat
- 1967 : Les Chevaliers du ciel : le pilote du jet clandestin (non crédité)
- 1967 : En votre âme et conscience, épisode : L'Affaire Dumollard de  Jean Bertho
- 1967 : Vidocq
- 1968 : En votre âme et conscience, épisode : L'Affaire Beiliss ou Un personnage en plus et en moins de  Jean Bertho
- 1969 : En votre âme et conscience, épisode : L'Affaire Deschamps ou la reconstitution de  Jean Bertho
- 1975 : Les Enquêtes du commissaire Maigret (série) épisode La Folle de Maigret de Claude Boissol
- 1975 : Les Enquêtes du commissaire Maigret, épisode Maigret hésite de Claude Boissol : le médecin légiste
- 1980 : Médecins de nuit de Peter Kassovitz, épisode : L'usine Castel (série télévisée)
- 1982 : Joëlle Mazart : le commissaire
- 1983 : Les Cinq Dernières Minutes, épisode Appelez-moi Boggy de Jean-Pierre Marchand

## Doublage
Note : Les dates en italique correspondent aux sorties initiales des films dont Claude Joseph a assuré le redoublage.

### Cinéma

#### Films
- Gene Hackman dans :
  - French Connection (1971) : Détective Jimmy « Popeye » Doyle
  - L'Aventure du Poséidon (1972) : Révérend Frank Scott
  - Frankenstein Junior (1974) : le vieil aveugle
  - Les Aventuriers du Lucky Lady (1975) : Kibby Womack
  - La Théorie des dominos (1977) : Roy Tucker
  - Un pont trop loin (1977) : le Major-général Stanisław Sosabowski
  - Il était une fois la Légion (1977) : Le commandant William Sherman Foster
  - La Vie en mauve (1981) : George Dupler
  - Target (1985) : Walter Lloyd / Duncan « Duke » Potter
  - Superman 4 (1987) : Lex Luthor / Voix de Nuclear Man
  - Air Force Bat 21 (1988) : le Lieutenant-colonel Iceal Gene Hambleton
  - Company Business (1991) : Sam Boyd
  - Impitoyable (1992) : Little Bill Daggett
  - Geronimo (1993) : le Général George Crook
  - Wyatt Earp (1994) : Nicholas Earp

- Robert Vaughn dans :
  - Pigeon d'argile (1971) : Henry Neilson
  - La Cible étoilée (1978) : Col. Donald Rogers
  - Les Mercenaires de l'espace (1980) : Gelt
  - La Rivière de la mort (1989) : Wolfgang Manteuffel
  - C.H.U.D. 2 (1989) : le colonel Masters
  - L'Emmuré vivant (1990) : Gary
  - Blind Vision (1992) : Mr. X

- Robert Donner dans :
  - Luke la main froide (1967) : Boss Shorty
  - Chisum (1970) : Bradley Morton
  - Rio Lobo (1970) : Whitey Carter
  - Rio Verde (1971) : Angel Moon
  - La Chevauchée sauvage (1975) : le reporter du Western Press
  - Les Survivants de la fin du monde (1977) : le chef de gang au Ellen's Cafe

- Warren Oates dans :
  - Dans la chaleur de la nuit (1967) : Sam Wood
  - La Horde sauvage (1969) : Lyle Gorch
  - Apportez-moi la tête d'Alfredo Garcia (1974) : Bennie
  - Tonnerre de feu (1983) : Capitaine Jack Braddock

- George C. Scott dans :
  - Patton (1970) : Général George Patton
  - Rage (1972) : Dan Logan
  - L'enfant du diable (1980) : John Russell
  - Taps (1981) : Général de brigade Harlan Bache

- Elliott Gould dans :
  - MASH (1970) : Capitaine John Francis Xavier « Trapper John » McIntyre
  - Le Privé (1973) : Philip Marlowe
  - Le Dernier Vol de l'arche de Noé (1980) : Noah Dugan

- Harry Dean Stanton dans :
  - Adieu ma jolie (1975) : Billy Rolfe
  - Le Récidiviste (1978) : Jerry Schue
  - La Bidasse (1980) : Sergent Jim Ballard

- James Mason dans :
  - Ces garçons qui venaient du Brésil (1978) : Edward Seibert
  - Meurtre par décret (1979) : Docteur Watson
  - Passeur d'hommes (1979) : Pr Bergson

- Jack Warden dans :
  - Junior le terrible (1990) : Big Ben
  - Junior le terrible 2 (1991) : Big Ben
  - Un faire-part à part (1992) : Jack Scanlan

- Don Gordon dans :
  - Bullitt (1968) : Delgetti
  - La Tour infernale (1974) : Kappy (1er doublage)

- Ted Gehring dans :
  - Monte Walsh (1970) : Skimpy Eagans
  - Deux Hommes dans l'Ouest (1971) : le shérif de Tuscon

- Martin Balsam dans :
  - Tora ! Tora ! Tora ! (1970) : Amiral Kimmel
  - Le Cercle noir (1973) : Don Alberto Vescuri

- Pat Hingle dans :
  - Bloody Mama (1970) : Sam Pendlebury
  - Norma Rae (1979) : Vernon

- Matt Clark dans :
  - Pat Garrett et Billy le Kid (1973) : J.W. Bell
  - Dent pour dent (1981) : Tom McCoy

- Billy Green Bush (en) dans :
  - Alice n'est plus ici (1974) : Donald
  - Hitcher (1986) : l'officier Jack Donner

- John Astin dans :
  - Un vendredi dingue, dingue, dingue (1977) : William Andrews
  - Gremlins 2, la nouvelle génération (1990) : le technicien

- Strother Martin dans :
  - Faut trouver le joint (1978) : Arnold Stoner
  - Le Champion (1979) : Riley

- Joe Spinell dans :
  - Brubaker (1980) : Floyd Birdell
  - La Chasse (1980) : DiSimone

- Jack Elam dans :
  - L'Équipée du Cannonball (1981) : Dr Nikolas Van Helsing
  - Cannonball 2 (1984) : Dr Nikolas Van Helsing

- Jan Rubeš dans :
  - L'Homme de Prague (1981) : Sam Kaplan
  - Witness (1985) : Eli Lapp

- Edward Asner dans :
  - Le Policeman (1981) : Connolly
  - JFK (1992) : Guy Banister

- Wilford Brimley dans :
  - Cocoon (1985) : Benjamin « Ben » Luckett
  - Cocoon, le retour (1988) : Benjamin « Ben » Luckett

- Arthur Batanides dans :
  - Police Academy 3 : Instructeurs de choc (1986) : Max Kirkland
  - Police Academy 4 : Aux armes citoyens (1987) : Max Kirkland

Mais aussi :
- 1934[2] : Tarzan et sa compagne : Tom Pierce (William Stack)
- 1940[3] : Le Dictateur : le soldat avec la peinture (Eddie Dunn (en))
- 1940[4] : L'Oiseau bleu : Wilhelm (Stanley Andrews)
- 1942[5] : Le Cygne noir : M. Fenner (Charles McNaughton)
- 1942[2] : Les Aventures de Tarzan à New York : le capitaine du port (Miles Mander)
- 1943 : Voyage au pays de la peur : Gogo Martel (Jack Durant)
- 1950 : La Rose noire : Simeon Beautrie (James Robertson Justice)
- 1954[6] : Le Cavalier traqué : Tom Biggert (Joe Sawyer)
- 1955[7] : La Plume blanche : Magruder (Emile Meyer)
- 1957 : L'Homme qui tua la peur : l'inspecteur de police (John Kellogg)
- 1960 : L'Esclave du Pharaon : Dan (Charles Borromel)
- 1961 : Romulus et Rémus : Acilius (Franco Balducci)
- 1961 : La Reine des Amazones : le 1er marchand d'esclaves (Enzo Cerusico)
- 1961 : L'Esclave de Rome : Mercenaire germain (Raf Baldassarre)
- 1961 : La Bataille de Corinthe : un citoyen de Corinthe[Qui ?] et un soldat[Qui ?]
- 1962 : Le Boucanier des îles : voix de personnages divers
- 1962[8] : Jules César contre les pirates : le second officier chez le gouverneur Valerius[Qui ?] et un citoyen romain[Qui ?]
- 1963 : Le Guépard : un partisan de Garibaldi[Qui ?]
- 1963 : Les Derniers Jours d'un empire : Svetonio[Qui ?]
- 1964 : Pour une poignée de dollars : Ramon Rojo (Gian Maria Volontè)
- 1964 : Les Pirates de la Malaisie : Tremal Naik (Mimmo Palmara)
- 1964 : Le Colosse de Rome : Mucius (Gordon Scott)
- 1964 : La Fureur des Apaches : capitaine Green (Peter Hansen)
- 1964 : Maciste et les Filles de la vallée : Cairo[Qui ?]
- 1964 : La Révolte des prétoriens : un garde chargé de la surveillance des esclaves[Qui ?]
- 1964 : Duel à Rio Bravo : un homme de Williams[Qui ?]
- 1964 : Le Brigand de la steppe : Bachir[Qui ?] et un messager de Yessen Khan[Qui ?]
- 1964 : Hélène, reine de Troie : le prince grec Arion (Mark Forest)
- 1964[9] : Le Masque de la mort rouge : le garde (Robert Brown)
- 1964 : Hercule contre les tyrans de Babylone : le ministre d'Assur (Eugenio Bottari)
- 1964 : La Furie des Apaches : Schaefer[Qui ?]
- 1965 : Buffalo Bill, le héros du Far-West : Chiracahua[Qui ?]
- 1965 : Station 3 : Ultra Secret : un agent de la SDI à la station essence (William Bryant (en))
- 1965 : Les Exploits d'Ali Baba : le capitaine des gardes (Morgan Woodward)
- 1965 : Fureur sur le Bosphore : Hassan (Calisto Calisti) et un serveur du cabaret[Qui ?]
- 1966 : Django : un bandit[Qui ?]
- 1966 : Le Crépuscule des aigles : Ziegel, le mécanicien (Derek Newark (en))
- 1966 : Quelques dollars pour Django : Buckely (Alfonso de la Vega)
- 1966 : La Diligence vers l'Ouest : le lieutenant Blanchard (Joseph Hoover)
- 1966 : Arizona Colt : un garde de la prison[Qui ?]
- 1966 : 4 dollars de vengeance : le joueur de la partie de cartes[Qui ?]
- 1966 : Les Colts de la violence : Ralph (Sieghardt Rupp)
- 1966 : L'agent Gordon se déchaîne de Sergio Grieco : Jimmy (Peter Blades) + voix secondaires
- 1966 : Trois Cavaliers pour Fort Yuma : le soldat sudiste tirant sur Gordon[Qui ?]
- 1966 : Objectif Hambourg, mission 083 : Pierrot (Ignazio Dolce)
- 1966 : Le Carnaval des barbouzes : le chauffeur de Taxi (Fortunato Arena) et le garagiste des Taxis[Qui ?]
- 1966 : Raspoutine, le moine fou : un client du Café Tzigane[Qui ?]
- 1967 : Opération Caprice : le policier (George Wallace)
- 1967 : T'as le bonjour de Trinita : Ringo (Kirk Morris)
- 1967 : La Poursuite des tuniques bleues : Billy Cat (Timothy Carey)
- 1967 : El Chuncho : Raimundo (José Manuel Martin)
- 1967 : Escalier interdit : M. Osborne (Robert Levine)
- 1967 : Le Dernier Jour de la colère : Ralph Perkins (Romano Puppo)
- 1967 : Le Justicier de l'Arizona : Frank Boone (Michael Pate)
- 1967 : Je vais, je tire et je reviens : Charro Ruiz (Valentino Macchi) et Paco (Riccardo Pizzuti)
- 1967 : Le Retour de Django : Joe Grayson (Giorgio Dionisio)
- 1967 : Wanted : Concho Diaz (Umberto Raho)
- 1967 : F comme Flint : le second astronaute séquestré (Dick Dial)
- 1967 : Le Défi de Robin des Bois : Wallace (John Harvey)
- 1967 : Une sacrée fripouille : un client de l'épicerie[Qui ?]
- 1967 : Peyrol le boucanier : le lieutenant Bolt (Gianni Di Benedetto)
- 1968 : Tuez-les tous... et revenez seul ! : Deker (Leo Anchóriz)
- 1968 : El Mercenario : Sebastian (José Canalejas)
- 1968 : L'Homme sauvage : le chef de gare (Lou Frizzell)
- 1968 : Le Baiser papillon : le flic motard (Chuck Ward)
- 1968 : Cinq Gâchettes d'or : Moreno (Jeff Cameron)
- 1968 : Le Sergent : le sergent Komski (Jerry Brouer)
- 1968 : La Vallée du bonheur : le géologiste (Robert Cleaves)
- 1968[8] : The Belle Starr Story : le chef des gardes recruté par Pinkerton (Bruno Corazzari)
- 1968 : La Bataille pour Anzio : le sergent de la police militaire à Naples (Tiberio Mitri)
- 1968 : La Bataille de San Sebastian : Pedro (Jorge Russek)
- 1968 : Chacun pour soi : le shérif (Teodoro Corrà)
- 1968 : La Bande à César : Pasqualetto[Qui ?]
- 1968 : Skidoo : Leech (Michael Constantine)
- 1969 : Les Géants de l'Ouest : Little George (Merlin Olsen)
- 1969 : L'Arrangement : Le Médecin de l'hôpital (Barry Russo (de))
- 1969 : Butch Cassidy et le Kid : le Marshal (Kenneth Mars)
- 1969 : Un homme fait la loi : Ticker, le chef de train (John Carradine)
- 1969 : La Descente infernale : un spectateur aux cheveux gris[Qui ?]
- 1969 : Au paradis à coups de revolver : Mace (J.D. Cannon)
- 1969 : La Mutinerie : Charlie[Qui ?]
- 1969 : Le Plus Grand des Hold-up : frère Lilac Bailey (Sam Jaffe)
- 1969 : Reivers : Maury McCaslin (Lonny Chapman)
- 1969 : L'Homme tatoué : Simmons (Jason Evers)
- 1969 : Les Gens de la pluie : M. Alfred (Tom Aldredge)
- 1969 : Avant que vienne l'hiver : le sergent Woody (John Collin)
- 1969 : La Folle de Chaillot : le serveur du bar (Henri Cogan)
- 1969 : L'Étau : un officiel (Lew Brown)
- 1969[10] : Le Contrat : l'inspecteur Benson (James Brown)
- 1970 : Trop tard pour les héros : soldat Jock Thornton (Ian Bannen)
- 1970 : L'Indien : Luke Wolf (John War Eagle) et Gus Kirk (Robert Cleaves)
- 1970 : Le Clan des irréductibles : le gréviste à la chemise claire[Qui ?]
- 1970 : La Chouette et le Pussycat : le voisin âgé de Felix (Joe Madden)
- 1970 : Une fille dans ma soupe : un invité à la réception (Mark Dignam)
- 1970 : L'Insurgé : Tick (Joel Fluellen)
- 1970 : Trinita voit rouge : Agitador (Carlo Alberto Cortina) et Garci (José Manuel Martin)
- 1970 : Ya, ya, mon général ! : le major assis à côté du général du chef d'état major au Pentagone (Herb Vigran)
- 1970 : Campus : Wade Landon (William Bramley)
- 1970 : L'Exécuteur : le fonctionnaire de l'ambassade[Qui ?]
- 1970 : La Vallée des plaisirs : Baxter Wolfe (Charles Napier)
- 1971 : Les Évadés de la planète des singes : Señor Armando (Ricardo Montalbán)
- 1971 : The Big Boss : le chef d'équipe (Chen Chao) (1er doublage)
- 1971 : Les Chiens de paille : Harry Ware (Robert Keegan)
- 1971 : Le Chat à neuf queues : Dr Calabresi (Carlo Alighiero)
- 1971 : Méfie-toi Ben, Charlie veut ta peau : Butch (Nello Pazzafini)
- 1971 : Et viva la révolution ! : le révolutionnaire abattu par l'armée fédérale[Qui ?]
- 1971 : La Loi du milieu : Thorpe (Bernard Hepton) et le tueur à gages « J » (Carl Howard)
- 1971 : Confession d'un commissaire de police au procureur de la république : le haut fonctionnaire convoquant Bonavia[Qui ?]
- 1971 : Quatre Mouches de velours gris : le pathologiste (Aldo Bufi Landi)
- 1971 : Femmes de médecins : un membre de l'équipe chirurgicale devant l'écran du monitor[Qui ?]
- 1971 : Les Cavaliers : un serviteur du conteur[Qui ?]
- 1971 : La Classe ouvrière va au paradis : le syndicaliste (Gino Pernice)
- 1971 : La Vallée perdue : Gruber (Nigel Davenport)
- 1971 : Un homme à respecter : un policier du quartier général[Qui ?]
- 1971 : L'Assassinat de Trotsky : Sheldon Harte (Carlos Miranda)
- 1971 : Satan, mon amour : le détective (Frank Campanella) et le fleuriste (Pitt Herbert)
- 1972 : Les Collines de la terreur : Nye Bell (Richard Basehart)
- 1972 : Les Nouveaux Exploits de Shaft : Pascal (Joe Santos)
- 1972 : La Fureur de vaincre : Hiroshi Suzuki (Riki Hashimoto) (1er doublage)
- 1972 : Tombe les filles et tais-toi : voyou #2 (Ted Markland)
- 1972 : Délivrance : un des frères Griner (Seamon Glass)
- 1972 : Les Charlots font l'Espagne : le promoteur immobilier[Qui ?]
- 1972 : Votez Mc Kay : Crocker Jarmon (Don Porter)
- 1972 : Junior Bonner, le dernier bagarreur : Ace (Robert Preston)
- 1972 : Les flics ne dorment pas la nuit : Galloway (Ed Lauter)
- 1972 : Jeremiah Johnson : Robidoux (Charles Tyner)
- 1972 : Blacula, le vampire noir : le sergent Barnes (Logan Field)
- 1972 : Le Joueur de flûte : le prêtre (John Welsh)
- 1972 : Gunn la gâchette : Webb (Tommy Davis), Ben (Tony Giorgio (en)) et un policier[Qui ?]
- 1972 : La Poussière, la Sueur et la Poudre : Russ (Geoffrey Lewis)
- 1972 : Far West Story : Merril (Herbert Fux) et un homme de main de Franciscus[Qui ?]
- 1972 : Buck et son complice : Floyd (Denny Miller (en))
- 1973 : La Bataille de la planète des singes : le général Aldo (Claude Akins)
- 1973 : Papillon : Clusiot (Woodrow Parfrey)
- 1973 : Les Voleurs de trains : Sam Turner (Jerry Gatlin)
- 1973 : Amarcord : Don Balosa (Gianfilippo Carcano)
- 1973 : Sœurs de sang : le détective Kelly (Dolph Sweet)
- 1973 : Théâtre de sang : le vicaire à l'enterrement de (Charles Sinnickson)
- 1973 : Nos plus belles années : le témoin interrogé par la commission[Qui ?]
- 1973 : Les Colts au soleil : [Qui ?]
- 1973 : Te Deum : le croque-mort[Qui ?] et un gardien du pénitencier[Qui ?]
- 1974 : Les Pirates du métro : Denny Doyle (James Broderick)
- 1974 : 747 en péril : le passager effrayé assis près de Mme Patroni[Qui ?]
- 1974 : Parfum de femme : le llient de la boîte de nuit[Qui ?] et le commissaire[Qui ?]
- 1974 : Le Flic se rebiffe : Quartz (Cameron Mitchell)
- 1974 : Les Enfants de Frankenstein : le lieutenant Panzer (Eric Mason)
- 1974 : Violence et Passion : Domenico (Philippe Hersent)
- 1974 : L'Homme du clan : Shaneyfelt (Ed Call)
- 1974 : Larry le dingue, Mary la garce : le capitaine Everett Franklin (Vic Morrow)
- 1974 : Top Secret : le major Stukalov (George Mikell)
- 1974 : On l'appelait Milady : le vendeur de fruits[Qui ?]
- 1974 : Truck Turner : le commandant militaire[Qui ?] et un mafieux à la réunion[Qui ?]
- 1974 : Contre une poignée de diamants : Tompkins (Paul Humpoletz)
- 1975 : Le Lion et le Vent : le shérif de Wazan (Nadim Sawalha (en))
- 1975 : Capone : Johnny Torrio (Harry Guardino)
- 1975 : Le Bagarreur : Gandil (Michael McGuire)
- 1975 : La Pluie du diable : Dr Sam Richards (Eddie Albert)
- 1975 : La Fugue : Joey Zigler (Edward Binns)
- 1975 : L'Odyssée du Hindenburg : l'inspecteur Moore (Joe Turkel)
- 1975 : Le Cogneur : Tom Ferramenti (Dominic Barto) et l'inspecteur à Macao (Lino Puglisi)
- 1975 : Vol au-dessus d'un nid de coucou : le capitaine sur le quai (Saul Zaentz)
- 1975 : Les Requins : Kook (Gene Borkan)
- 1975 : Lepke, le caïd : « Allie » Tannenbaum (Simmy Bow)
- 1975 : Le Frère le plus fûté de Sherlock Holmes : le russe faisant une offre sur le document de Redcliff (Joseph Behrmannis)
- 1975 : Spécial Magnum : un travesti[Qui ?]
- 1976 : La Malédiction : Père Brennan (Patrick Troughton)
- 1976 : L'inspecteur ne renonce jamais : Andy (Bill Ackridge)
- 1976 : La Grande Bagarre : Albimonte de Peretola (Mariano Rigillo (en))
- 1976 : Ambulances tous risques : Sgt. Davey (L.Q. Jones)
- 1976 : Transamerica Express : Ralston (Scatman Crothers)
- 1976 : La Bataille de Midway : Frank J. « Jack » Fletcher (Robert Webber)
- 1976 : L'Aigle s'est envolé : Capt. Hans Ritter von Neustadt (Sven-Bertil Taube)
- 1976 : Les Mercenaires : Ian Nelson (Victor Melleney)
- 1976 : Week-end sauvage : Spratt (Ed McNamara)
- 1977 : La Guerre des étoiles : Owen Lars (Phil Brown)
- 1977 : Enfer mécanique : Mackey (Steve Gravers (en))
- 1977 : Le Bison blanc : Tim Brady, le barman (Shay Duffin (en))
- 1977 : On m'appelle Dollars : John Cutler (Jackie Gleason)
- 1977 : Le Crocodile de la mort : le shérif Martin (Stuart Whitman)
- 1978 : Midnight Express : Ahmet (Peter Jeffrey)
- 1978 : Damien : La Malédiction 2 : Bill Atherton (Lew Ayres)
- 1978 : Mort sur le Nil : Sterndale Rockford (Sam Wanamaker)
- 1978 : Furie : Harry Nuckells (Gordon Jump (en))
- 1978 : Le Jeu de la puissance : le colonel Minh (August Schellenberg)
- 1978 : Sauvez le Neptune : Harkness (Jack Rader)
- 1978 : La Percée d'Avranches : le général Webster (Rod Steiger)
- 1978 : Drôle d'embrouille : le balafré (Don Calfa)
- 1978 : Doux, dur et dingue : un ami de l'homme corpulent (Sam Gilman)
- 1978 : La Fureur du danger : Amtrac (Robert Tessier)
- 1978 : Le Chat qui vient de l'espace : voix du commentateur des courses[Qui ?]
- 1978 : Un mariage : William Williamson (Bert Remsen)
- 1978 : Les Enfants de la rivière : le Saumon (Jon Pertwee), Claude L'Espadon (Paul Luty) et un rat nageant[Qui ?]
- 1979 : C'était demain : le prêteur sur gages (Bill Bradley)
- 1979 : Cul et chemise : le premier juge[Qui ?]
- 1979 : L'Enfer des zombies : Dr Menard (Richard Johnson)
- 1979 : Le Syndrome chinois : Evan McCormack (Richard Herd)
- 1979 : Quintet : Goldstar (David Langton)
- 1979 : The Rose : le chauffeur de Taxi (Tom Kubiak)
- 1979 : Ashanti : le chef Touareg (Marne Maitland)
- 1979 : L'Arme au poing : Catlett (O. J. Simpson)
- 1979 : Le Shérif et les Extra-terrestres : le capitaine Briggs (Raimund Harmstorf)
- 1979 : Qui a tué le président ? : Frank Mayo (Tomás Milián)
- 1979 : Le Trésor de la montagne sacrée : Abu (Shane Rimmer) et Abdulla (Cengiz Saner)
- 1979 : Avalanche Express : Rudi Muehler (Günter Meisner)
- 1979 : Airport 80 Concorde : William Halpern (Robin Gammel)
- 1979 : Une langouste au petit-déjeuner : Trocchia (Robert Bonacini (en))
- 1980 : L'Empire contre-attaque : le Général Rieekan (Bruce Boa)
- 1980 : Raging Bull : Tommy Como (Nicholas Colasanto)
- 1980 : Pulsions : Ted (Norman Evans)
- 1980 : Mr. Patman : M. Wolfe (Hugh Webster)
- 1980 : Ça va cogner : le capitaine Wright (Michael Fairman) / le shérif du Wyoming (Michael Currie) et le barman du Palomino (James Gammon)
- 1980 : Tom Horn, sa véritable histoire : L'Adjoint Earl Proctor (Chuck Hayward (en))
- 1980 : Le Bal de l'horreur : le lieutenant McBride (George Touliatos)
- 1981 : Les Chariots de feu : Sam Musabini (Ian Holm)
- 1981 : Das Boot : voix du communiqué à la radio (1er doublage)
- 1981 : Hurlements : Fred Francis (Kevin McCarthy)
- 1981 : Arthur : Stanford Bach (Thomas Barbour)
- 1981 : Blow Out : Jack Manners (Maurice Copeland)
- 1981 : Le Prince de New York : Dave DeBennedeto (Ron Karabatsos (en))
- 1981 : Deux filles au tapis : Myron (Stanley Brock)
- 1981 : La Malédiction finale : Frère Matthews (Tommy Duggan)
- 1981 : Halloween 2 : l'homme en pyjama (Howard Culver)
- 1981 : Téhéran 43 : l'avocat Johnson (Jacques Roux)
- 1981 : Piranha 2 : Les Tueurs volants : le chef de la Police Steve Kimbrough (Lance Henriksen)
- 1981 : La Ferme de la terreur : Matthew Giuntz (Lawrence Montaigne)
- 1982 : Conan le Barbare : le général mongol (Akio Mitamura)
- 1982 : Gandhi : Juge Broomfild (Trevor Howard)
- 1982 : Blade Runner : Bryant (M. Emmet Walsh)
- 1982 : Banana Joe : le Directeur de la sous-préfecture[Qui ?]
- 1982 : Y a-t-il enfin un pilote dans l'avion ? : l'agent faisant semblant de tuer le chien [Qui ?]
- 1982 : Star Trek 2 : La Colère de Khan : Lieutenant-commandant Beach (Paul Kent (en))
- 1982 : Poltergeist : Ben Tuthill (Michael McManus)
- 1982 : Les cadavres ne portent pas de costard : Charles Laughton (images d'archives)
- 1982 : Les Croque-morts en folie : Edward Koogle (Pat Crowley)
- 1982 : L'Épée sauvage : le Général Rumbolt (Greg Finley)
- 1982 : Meurtres en direct : Mallory (Leslie Nielsen)
- 1982 : La Fièvre de l'or : Elijha (John Marley)
- 1982 : Dressé pour tuer : l'assistant-réalisateur (Richard Monahan)
- 1982 : L'Emprise : George Nash (Michael Alldredge)
- 1983 : Le Retour du Jedi : l'Amiral Ackbar (Timothy M. Rose)
- 1983 : À bout de souffle, made in USA : Tony Berrutti (Garry Goodrow)
- 1983 : La Nuit des juges : le Juge Kirkland (Michael Ensign)
- 1983 : Le Triomphe d'un homme nommé cheval : Sergent Bridges (Buck Taylor)
- 1983 : Quand faut y aller, faut y aller : Le Directeur de la prison[Qui ?]
- 1984 : Gremlins : le Shérif Franck (Scott Brady)
- 1984 : Il était une fois en Amérique : le gardien du cimetière (Marty Licana) (1er doublage)
- 1984 : Police Academy : Pandoli, le Directeur du parking (Bill Lynn)
- 1984 : Le Flic de Beverly Hills : le chef de la police Hubbard (Stephen Elliott)
- 1984 : Splash : McCullough (Rance Howard)
- 1984 : 2072, les mercenaires du futur : Monk (Donald O'Brien)
- 1984 : Starman : le chasseur de cerf (Ted White)
- 1984 : Ras les profs ! : Roger Rubell (Judd Hirsch)
- 1984 : Le Kid de la plage : Charlie Cooper (Richard Stahl)
- 1984 : Signé : Lassiter : Roger Boardman (Harry Towb)
- 1985 : Les Goonies : un policier (Richard Donner), le gardien de prison[Qui ?] et un journaliste[Qui ?]
- 1985 : Police Academy 2 : Au boulot ! : Officier Dooley (Ed Herlihy)
- 1985 : Mask : Abe (Richard Dysart)
- 1985 : Ouragan sur l'eau plate : Le réalisateur télévision (Bill Persky)
- 1985 : Lifeforce : Sir Percy Heseltine (Aubrey Morris)
- 1985 : Transylvania 6-5000 : Lawrence Malbot (Rudy De Luca)
- 1986 : Stand by Me : Milo Pressman (William Bronder)
- 1986 : Cobra : Chef Halliwell (Val Avery)
- 1986 : Link : le chauffeur de Taxi (Joe Belcher)
- 1986 : Le Soleil en plein cœur : Ed Stenning (Jason Robards)
- 1987 : Princess Bride : L'Ecclésiastique (Peter Cook)
- 1987 : L'Aventure intérieure : le chauffeur de Taxi (Dick Miller)
- 1987 : Les Incorruptibles : un journaliste[Qui ?]
- 1987 : Blue Velvet : Paul (Jack Nance)
- 1987 : Cinglée : Arthur Kirk (Karl Malden)
- 1988 : Qui veut la peau de Roger Rabbit : Benny le taxi (Charles Fleischer) / Sam le pirate (Joe Alaskey)
- 1988 : Midnight Run : Tony Darvo (Richard Foronjy)
- 1988 : Masquerade : Lieutenant Wacker (Bruce Tuthill)
- 1988 : Split Decisions : Tony Leone (Julius Harris)
- 1989 : Always : Nails (Ed van Nuys)
- 1989 : Retour vers le futur 2 : Red, le clochard (George Buck Flower)
- 1989 : Tango et Cash : le capitaine Holmes (Edward Bunker)
- 1990 : Total Recall : l'ancien ouvrier (Mickey Jones (en))
- 1990 : Midnight Ride (en) : Dr Hardy (Robert Mitchum)
- 1990 : Blue Steel : Frank Turner (Philip Bosco)
- 1990 : Les Tortues Ninja : Chef Sterne (Raymond Serra)
- 1990 : Miller's Crossing : Leo O'Bannion (Albert Finney)
- 1991 : Croc-Blanc : Skunker (Seymour Cassel)
- 1991 : Ta mère ou moi : Larry (Bernie Landis)
- 1991 : The Doors : le juge de Miami (Alan Manson)
- 1991 : L'Arme parfaite : Yung (James Hong)
- 1991 : L'Histoire sans fin 2 : voix du mangeur de pierre et de l'homme de boue
- 1993 : Piège en eaux troubles : Lieutenant Vincent Hardy (John Mahoney)
- 1993 : Robocop 3 : le concierge de l'hôtel (Tommy Chappelle)
- 1994 : Les Évadés : Brooks Atlen (James Whitmore)
- 1994 : Beethoven 2 : Gus, le Concierge (Jeff Corey)
- 1994 : Tueurs nés : Ed Wilson (Rodney Dangerfield)
- 1994 : Forrest Gump : voix du président Lyndon Johnson

#### Films d'animation
- 1973 : Le Petit Monde de Charlotte : John Arable (père de Françoise), présentateur du concours
- 1978 : La Folle Escapade : le capitaine Houx (1er doublage)
- 1979 : Les Muppets, le film : Statler
- 1982 : La Dernière Licorne : le crâne
- 1984 : Les Muppets à Manhattan : voix d'Animal, Floyd Pepper et Statler vieux
- 1989 : Charlie, mon héros : Carcasse

### Télévision

#### Téléfilms
- 1972[11] : Un dangereux rendez-vous : George (Keenan Wynn)
- 1975 : The Kansas City Massacre : Le capitaine Jackson (Philip Bruns)
- 1976 : Sherlock Holmes à New York : L'inspecteur Lafferty (David Huddleston)
- 1976 : Victoire à Entebbé : Aaron Olav (David Sheiner)
- 1977 : Horizons en flammes : Walt Fleming (Ty Hardin)
- 1977 : Les Envoûtés : le sergent Taplinger (Eugene Roche)
- 1984 : Le Duel des héros : l'adjoint Wally Blodgett (Graham Jarvis)
- 1990 : Psychose 4 : Dr Leo Richmond (Warren Frost)
- 1990 : Perry Mason : La Gamine insupportable : Jay Corelli (Robert Vaughn)

#### Séries télévisées
- Robert Vaughn dans :
  - 1964-1968 : Des agents très spéciaux : Napoléon Solo (1re voix)
  - 1972-1974 : Poigne de fer et séduction : Harry Rule
  - 1975 : Columbo, épisode Eaux Troubles : Hayden Danzinger
  - 1976 : Columbo, épisode La Montre témoin : Charles Clay

- 1965-1969 : La Grande Vallée : Jarrod Barkley (Richard Long) (1re voix)
- 1966-1967 : Mission impossible : Daniel « Dan » Briggs (Steven Hill)
- 1966-1968 : Batman : l'inspecteur O'Hara (Stafford Repp)
- 1972-1977 : Les Rues de San Francisco : Lieutenant Mike Stone (Karl Malden)
- 1972-1983 : M*A*S*H : Lieutenant-colonel Henry Blake (McLean Stevenson) (1re voix)
- 1974 : La Planète des singes : Général Urko (Mark Lenard) (doublage partagé avec Marc De Georgi)
- 1976 : Le Riche et le Pauvre : Smitty (Norman Fell)
- 1976 : Moi Claude empereur : Séjan (Patrick Stewart)
- 1978-1979 : Colorado : R.J. Poteet (Dennis Weaver) (doublage en alternance avec Jacques Deschamps)
- 1978-1980 : Starsky et Hutch : Eddie Bell (Dennis Burkley) (saison 1, épisode 19) et Frank Malone (John P. Ryan) (saison 3, épisode 4)
- 1978-1991 : Dallas : Jeb Âmes (Sandy Ward)
- 1979 : L'Incroyable Hulk : Lee (Ernie Hudson) (saison 2, épisode Comme un frère)
- 1979-1985 : Shérif, fais-moi peur : Rosco P. Coltrane (James Best)
- 1983 : Les oiseaux se cachent pour mourir : Doc Wilson (Rance Howard)
- 1983 : V : Stanley Bernstein (George Morfogen) (1re mini-série)
- 1984 : V : La Bataille finale : Père Andrew (Thomas Hill) (2e mini-série)

#### Séries d'animation
- 1930-1969 : Looney Tunes : Sam le pirate / Charlie le coq / le colonel Rimfire (1res voix)
- 1975-1977 : Goldorak : Cochir
- 1992 : Batman : Roland Dagett / HARDAC
- 1993-1995: Spirou: le maire de Champignac, Tarentulo, Yersèle, Inspecteur Degloire, Professeur Sushiyaka, Alexandre Epharète, voix additionnelles